# La Capătul curcubeului
La Capătul curcubeului (2006) (titlu original Rainbows End) este un roman science fiction al scriitorului Vernor Vinge, încununat în 2007 cu Premiul Hugo pentru "Cel mai bun roman". Acțiunea cărții se petrece în anul 2025 în San Diego, California, într-o variație a lumii ficționale explorate de Vinge în nuvela câștigătoare a premiului Hugo "Fast Times at Fairmont High" (2002) și în nuvela "Synthetic Serendipity" (2004). Vinge are în plan să scrie o continuare, pornind de la firele narative rămase nerezolvate la sfârșitul romanului.
Numeroasele descoperiri tehnologice descrise în roman sugerează că lumea va trece printr-o schimbare majoră, poate preludiul unei singularități tehnologice, un subiect recurent în opera lui Vinge (fie ea ficțiune sau nu).

## Intriga
Robert Gu, un poet celebru, își revine din boala Alzheimer mulțumită descoperirilor tehnologice. Pe măsură ce își revine, Robert (care a fost mereu un pic tehnofob) se vede nevoit să se adapteze unei lumi în întregime diferite, în care aproape fiecare obiect este integrat în rețea și tehnologia realității virtuale este ceva banal. Pe lângă asta, Robert - o personalitate foarte dură - trebuie să învețe cum să se schimbe și cum să refacă legăturile cu familia de care se înstrăinase.
Pentru a se integra în noau societate, el este înscris la cursurile unei școli la care studiază și alte persoane vârstnice cărora tehnologia le-a permis să redevină ființe normale ale societății. Printre aceste persoane se numără și doi foști colegi ai lui Robert, PArker și Blount, care sunt implicați într-un proiect de salvare a Bibliotecii Universității de distrugerea cărților în vederea digitalizării lor. retrăiască viața. Robert Gu li se alătură în acest demers și este prins în mrejele unui complot internațional, de ale cărui consecințe nu este conștient.
El ajunge astfel să fie manipulat de către nepoata sa Miri și de către colegul său de școală, tânărul Juan, dar și de o entitate malefică pe care o denumește ca Străinul Misterios. Acesta este o inteligență necunoscută, implicată în acțiunile de spionaj întreprinse de India, Japonia și Uniunea Europeană pe teritoriul Statelor Unite. Aceste națiuni suspectează că americanii pregătesc un război informatic în care sunt implicați viruși biologici, dar nu au habar că Străinul Misterios este de fapt agentul american care încearcă să le zădărnicească planurile de spionaj.
În final, complotul Străinului Misterios este dejucat, iar Robert Gu salvează viața nepoatei sale și reușește să se adapteze la lumea tehnologizată în care s-a trezit.

### Capitolele cărții
| - Mulțumiri - Prolog: Deștept să fii, noroc să ai - 1. - Domnul Iepure vizitează Barcelona - 2. - Întoarcerea - 3. - Un teren minat în Rai - 4. - O asociere de zile mari - 5. - "Securitatea Sistemelor Electronice" de Xiu Xiang - 6. - Prea multă tehnologie, prea puțin talent - 7. - Incidentul Ezra Pound - 8. - Componente fixe - 9. - Frunze de morcov - 10. - Subiect de lucrare de licență - 11. - Introducere în Proiectul Biblionet - 12. - Custozi ai trecutului, în slujba viitorului - 13. - Miri își face gașcă - 14. - Străinul Misterios - 15. - Când metaforele sunt reale - 16. - Incidentul din baie - 17. - Alfred se oferă voluntar - 18. - Societatea speologilor miastenici | - 19. - Poți să mai și pici - 20. - Ofițerul de serviciu - 21. - Când cercurile virtuale se ciocnesc - 22. - Atacul bicicletelor - 23. - În catedrală - 24. - Biblioteca alege - 25. - Alice nu mai răspunde - 26. - "Cum_să_supraviețuim_în_următoarele_treizeci_de_ minute.pdf" - 27. - Atacul de revocare - 28. - Model animal? - 29. - Dr. Xiang preia frâiele - 30. - Când rețeaua pică - 31. - Bob pregătește un bombardament. Nuclear - 32. - Răspunsul minim suficient - 33. - Libertate - 34. - British Museum și British Library - 35. - Apostroful lipsă - Epilog |

## Cadrul acțiunii

### Realitatea augmnentată
În roman domină realitatea augmentată, oamenii interacționând aproape tot timpul cu diferite niveluri de realitate virtuală. Acest lucru este posibil cu ajutorul unor haine speciale și a lentilelor de contact care înlocuiesc ceea ce vede ochiul în mod obișnuit cu grafică computerizată, folosind tehnologie virtuală de afișare retinală avansată. În plus, feedback-ul haptic este posibil prin proiectarea graficii pe o mașină fizică cum ar fi un robot. Augmentarea realității este folosită în mai multe scopuri: 
- Comerciale (zone de recreere care vând medii de joc combinate cu feedback haptic). Un nivel de bază al serviciilor oferite de comercianții de jocuri poate, în principiu, să coordoneze reprezentațiile realității augmentate în rețea pe întreg globul. Totuși, întârzierile și problemele de trafic sunt semnificative în această rețea de bază când sunt în joc distanțe foarte mari. În roman, Robert Gu dezvoltă un algoritm care compensează parțial aveste deficiențe tehnice, permițând includerea feedback-ului haptic.
- Funcționale (de exemplu, personalul de întreținere are acces la o schemă cu toate locațiile sau obiectele din aria lor de responsabilitate)
- De comunicare (personajele romanului apelează la chat video și pot trimite și primi "mesaje tăcute" prin intermediul afișării retinale avansate). Indivizii pot fi apelați prin intermediul unui identificator personal unic la nivel global.
- Medicale (doctorii au acces la semnele vitale ale pacienților)

Unele personaje aleg să nu "poarte" aceste învelișuri virtuale și să folosească laptopuri, considerate antichități de ceilalți oameni. Abilitatea unui utilizator de a folosi și produce realitatea augmentată este vizibilă în detaliile augmentării. De exemplu, un personaj se poate proiecta într-o altă încăpere, dar umbra pe care o aruncă sau interferența cu mobilierul din noua încăpere pot strica efectul apariției.

### Jucătorii
În roman se poate alege între mai multe realități, dar cele mai importante dintre ele sunt construite și organizate în stilul wiki sau Second Life. În roman sunt prezentate câteva dintre aceste lumi, printre acestea numărându-se cele bazate pe autorii H. P. Lovecraft, Terry Pratchett și ficționalul Jerzy Hacek. Mai sunt menționate lumile bazate pe lucrările lui M. C. Escher, companiile de divertisment ficționale SpielbergRowling (probabil o combinație a universurilor ficționale ale lui Steven Spielberg și J. K. Rowling), precum și jocul de fotbal Egan.

## Teme
La fel ca și în alte opere ale lui Vinge, una dintre temele majore ale romanului o constituie securitatea lumii virtuale în expansiune. Este examinată implicațiile schimbărilor tehnologice rapide care le dau puteri nebănuite atât indivizilor dezaxați care amenință să dezechilibreze societatea, cât și celor care încearcă să îi oprească, precum și implicațiile vechiului dicton "Quis custodiet ipsos custodes?". Deși atentatele din 11 septembrie 2001 sunt menționate o singură dată, fiind eclipsate în mințile personajelor de evenimente de dată mai recentă, impactul lor este evident.

## Lista personajelor
- Robert Gu – fost profesor emerit de engleză, supraviețuitor al maladiei Alzheimer, elev la școala Fairmont
- Robert Gu, Jr. (Bob) – fiul lui Robert Gu, locotenent colonel și ofițer în Marina SUA
- Alice Gong Gu – soția lui Bob Gu, colonel și auditor în Marina SUA
- Miri Gu – fiica de 13 ani a lui Bob și Alice Gu, elevă la școala Fairmont și co-conspiratoare a lui Robert Gu
- Juan Orozco – 14 ani, elev la școala Fairmont, consilier tehnic al lui Robert Gu
- Xiu Xiang - fostă profesoară de informatică și elevă la școala Fairmont
- Winston Blount - fost decan la Universitatea din San Diego, coleg/rival cu Robert Gu și elev la școala Fairmont
- Alfred Vaz – șeful serviciului de spionaj indian
- Günberk Braun – agent în serviciul de spionaj al Uniunii Europene
- Keiko Mitsuri – agent în serviciul de spionaj japonez
- Domnul Iepure/Străinul Misterios – persoană neidentificată care apare sub forma unui iepure pentru Vaz, Braun și Mitsuri, sau doar ca o voce pentru Robert Gu
- Zulfikar Shariff - student care și-a ales ca subiect pentru lucrarea de licență opera lui Robert Gu
- Carlos Rivera - veteran de război, specializat în limba chineză
- Tom Parker - fost spărgător de servere la Universitatea din San Diego
- Louise Chumlig - profesoară la școala Fairmont
- Lena Gu - fosta soție a lui Robert Gu, care s-a retras în instituția Capătul curcubeului pentru ca Robert să nu o mai poată găsi după ce și-a revenit din tratamentul contra Alzheimerului

## Premii
- Premiul Hugo - câștigător, 2007[1]
- Premiul Locus - câștigător, 2007[1]
- Premiul memorial John W. Campbell - nominalizare, 2007[1]